# Gambais
Gambais – miejscowość i gmina we Francji, w regionie Île-de-France, w departamencie Yvelines.
Według danych na rok 1990 gminę zamieszkiwało 1730 osób, a gęstość zaludnienia wynosiła 75 osób/km² (wśród 1287 gmin regionu Île-de-France Gambais plasuje się na 515. miejscu pod względem liczby ludności, natomiast pod względem powierzchni na miejscu 48.).